# Broken Hill, New South Wales
Brocken Hill là một thị trấn thuộc bang New South Wales, Úc.

## Khí hậu
Broken Hill có khí hậu sa mạc nóng (phân loại khí hậu Köppen BWh).
| Dữ liệu khí hậu của Broken Hill           | Dữ liệu khí hậu của Broken Hill | Dữ liệu khí hậu của Broken Hill | Dữ liệu khí hậu của Broken Hill | Dữ liệu khí hậu của Broken Hill | Dữ liệu khí hậu của Broken Hill | Dữ liệu khí hậu của Broken Hill | Dữ liệu khí hậu của Broken Hill | Dữ liệu khí hậu của Broken Hill | Dữ liệu khí hậu của Broken Hill | Dữ liệu khí hậu của Broken Hill | Dữ liệu khí hậu của Broken Hill | Dữ liệu khí hậu của Broken Hill | Dữ liệu khí hậu của Broken Hill |
| Tháng                                     | 1                               | 2                               | 3                               | 4                               | 5                               | 6                               | 7                               | 8                               | 9                               | 10                              | 11                              | 12                              | Năm                             |
| ----------------------------------------- | ------------------------------- | ------------------------------- | ------------------------------- | ------------------------------- | ------------------------------- | ------------------------------- | ------------------------------- | ------------------------------- | ------------------------------- | ------------------------------- | ------------------------------- | ------------------------------- | ------------------------------- |
| Cao kỉ lục °C (°F)                        | 46.8 (116.2)                    | 46.6 (115.9)                    | 41.5 (106.7)                    | 36.7 (98.1)                     | 31.0 (87.8)                     | 26.3 (79.3)                     | 26.7 (80.1)                     | 31.5 (88.7)                     | 37.2 (99.0)                     | 39.7 (103.5)                    | 44.0 (111.2)                    | 43.9 (111.0)                    | 46.8 (116.2)                    |
| Trung bình ngày tối đa °C (°F)            | 32.7 (90.9)                     | 32.2 (90.0)                     | 29.0 (84.2)                     | 23.9 (75.0)                     | 19.2 (66.6)                     | 15.6 (60.1)                     | 15.1 (59.2)                     | 17.3 (63.1)                     | 21.0 (69.8)                     | 24.9 (76.8)                     | 28.6 (83.5)                     | 31.4 (88.5)                     | 24.2 (75.6)                     |
| Tối thiểu trung bình ngày °C (°F)         | 18.4 (65.1)                     | 18.2 (64.8)                     | 15.5 (59.9)                     | 11.8 (53.2)                     | 8.6 (47.5)                      | 6.2 (43.2)                      | 5.3 (41.5)                      | 6.3 (43.3)                      | 8.8 (47.8)                      | 11.7 (53.1)                     | 14.7 (58.5)                     | 17.1 (62.8)                     | 11.9 (53.4)                     |
| Thấp kỉ lục °C (°F)                       | 7.7 (45.9)                      | 7.8 (46.0)                      | 4.4 (39.9)                      | 3.1 (37.6)                      | −1.1 (30.0)                     | −3.0 (26.6)                     | −2.2 (28.0)                     | −2.2 (28.0)                     | 0.3 (32.5)                      | 1.1 (34.0)                      | 1.1 (34.0)                      | 5.0 (41.0)                      | −3.0 (26.6)                     |
| Lượng Giáng thủy trung bình mm (inches)   | 23.7 (0.93)                     | 24.1 (0.95)                     | 19.4 (0.76)                     | 17.6 (0.69)                     | 22.7 (0.89)                     | 21.5 (0.85)                     | 18.9 (0.74)                     | 18.6 (0.73)                     | 20.5 (0.81)                     | 24.6 (0.97)                     | 19.9 (0.78)                     | 21.5 (0.85)                     | 253.1 (9.96)                    |
| Số ngày giáng thủy trung bình             | 3.2                             | 3.3                             | 2.9                             | 3.0                             | 4.4                             | 5.3                             | 5.6                             | 5.2                             | 4.3                             | 4.7                             | 3.9                             | 3.5                             | 49.3                            |
| Độ ẩm tương đối trung bình buổi chiều (%) | 28                              | 30                              | 32                              | 39                              | 48                              | 54                              | 50                              | 41                              | 34                              | 30                              | 27                              | 27                              | 37                              |
| Nguồn:                                    |                                 |                                 |                                 |                                 |                                 |                                 |                                 |                                 |                                 |                                 |                                 |                                 |                                 |